# NGC 4062
NGC 4062 é uma galáxia espiral barrada (SBc) localizada na direcção da constelação de Ursa Major. Possui uma declinação de +31° 53' 43" e uma ascensão recta de 12 horas, 04 minutos e 03,8 segundos.
A galáxia NGC 4062 foi descoberta em 20 de Março de 1787 por William Herschel.